# Grove Sogn
Grove Sogn er et sogn i Herning Nordre Provsti (Viborg Stift).
I 1800-tallet var Simmelkær Sogn, der hørte til Hammerum Herred i Ringkøbing Amt, anneks til Grove Sogn. Grove dannede sognekommune sammen med Haderup Sogn, men senere blev den delt, så hvert sogn var en selvstændig sognekommune. Disse to sogne hørte til Ginding Herred, også i Ringkøbing Amt. Ved kommunalreformen i 1970 blev både Grove og Haderup indlemmet i Aulum-Haderup Kommune, der ved strukturreformen i 2007 indgik i Herning Kommune.
I Grove Sogn ligger Grove Kirke.
I sognet findes følgende autoriserede stednavne:
- Blåbakke (areal)
- Gedhus Plantage (areal)
- Gindeskov (bebyggelse, ejerlav)
- Gindeskov Bæk (vandareal)
- Grove (bebyggelse)
- Gråsand (bebyggelse, ejerlav)
- Hulkær (areal)
- Kragsø (bebyggelse)
- Ny Gedhus (bebyggelse)
- Pilhuse (bebyggelse)
- Tværmose (areal)
- Vester Vistorp (bebyggelse)
- Vistorp (bebyggelse)
- Øster Vistorp (bebyggelse)